# Ford (Kansas)
Pour les articles homonymes, voir Ford (homonymie).
Ford est une ville américaine située dans le comté de Ford, au Kansas. Selon le recensement de 2020, sa population est de 203 habitants.